# 作者を探す六人の登場人物
『作者を探す六人の登場人物』（さくしゃをさがすろくにんのとうじょうじんぶつ、伊：Sei personaggi in cerca d'autore）は、ルイジ・ピランデルロの代表的戯曲。1921年初演、3幕。

## あらすじ
とある劇団の稽古場で、演出家と数人の俳優たちがピランデルロの戯曲『役割の遊戯』の稽古にとりかかっている場面からはじまる。そこに喪服を着た、家族らしき6人の人物がやってくる。6人は「父親」、「母親」、「父違いの娘」、「息子」、「少年」、「少女」で、自分たちの身に起こった悲劇を完成し上演してくれる作者を探しているのだと語る。彼らは「母親」の不義密通と離婚、新しい夫の死と、生活に迫られての「父違いの娘」の売春、そして「父親」との再会といった出来事をすこしずつ説明し、当初は拒絶していた演出家もしだいに興味をそそられてゆく。ところが「登場人物」たちは自分たちの悲劇をあくまで実際に起こったとおりに再現することを主張するために演出家や役者たちの意見と齟齬が生じ、その過程で演出家たちが自明視している、既成のリアリズム演劇に則った演出上の約束ごとが次々と疑問に付される。さらに彼らのもとに娼家の女主人が登場して、「登場人物」たちの物語が現実を圧倒しはじめる。そして少女の溺死、少年のピストル自殺が現実に行われ、混乱のうちに劇は幕をとじる。

## 概説
演劇そのものを主題とした一種のメタ演劇の構造を持つ作品であり、ピランデルロ自身は『みんなそれぞれ』（1924年）『今夜は即興で』（1930年）とともに「劇中劇」と呼んでいた。既存の演劇形式を解体する内容から不条理演劇のさきがけともみなされている。ローマのヴァッレ劇場におけるダリオ・ニッコデーミ演出の初演（1921年5月9日）は不評であったが、同年にミラノで再演された際に一転して好評を得、1923年のジョルジュ・ピエトフ演出によるパリ公演で大成功を収めて以後世界中で翻訳上演されている。日本でも1924年に築地小劇場で試演された。